# Municipal Parrita
El Municipal Parrita es un club de fútbol costarricense, principalmente de jóvenes ubicado en la ciudad de Parrita en la provincia de Puntarenas. Fue fundado el 12 de marzo de 2012 y actualmente juega en la Primera División de LINAFA que corresponde a la  tercera categoría del fútbol costarricense cuenta con una gran administración, esto hace de Municipal Parrita un rival muy fuerte, presenta un estadio con buena estructura y una cancha en perfectas condiciones, y un grupo conformado primordialmente de muchos {jugadores jóvenes}, este equipo ha hecho debutar en Primera división de Linafa a muchos jugadores provenientes de sus inferiores(alto rendimiento) entre los 15-19 años de edad, lo cual será de buen fruto para el futuro del equipo.
Presenta un Técnico de (clase A) proveniente del As puma Generaleña Don NESTOR MARIO CARRERA de nacionalidad Argentina con una gran trayectoria en el fútbol tanto en Costa Rica como en el extranjero, su actual presidente Don Randall Masis Agüero el cual es de gran ayuda en el equipo tanto dentro como fuera de él, gracias al apoyo del presidente, tanto los vecinos como los jugadores se sienten orgullosos del proyecto es un club muy unido, su mayor fuerte es la solidaridad y la unión de grupo tanto dentro de la cancha como fuera de ella.
Actualmente lo representan muchos patrocinadores tales como Residencias Málaga http://www.resideciasmalaga.com// (enlace roto disponible en Internet Archive; véase el historial, la primera versión y la última). Rock Constructions, Pacific Rain Forest, IEPCSA, UTC presenta una gran presentación de uniformes tanto de entrenamiento como de viajes diseñados por "Textiles JB" http://textilesjb.org// (enlace roto disponible en Internet Archive; véase el historial, la primera versión y la última). una empresa de clase A lo cual es de buen beneficio para el Club.
La principal objetivo para el Municipal Parrita es el ascenso hacia SEGUNDA DIVISION lo cual hace que del club sea un grupo bien formado gracias a que muchos de sus jugadores y su técnico poseen mucha experiencia y hacen un esfuerzo mayor por obtener el ascenso hacia Segunda División. TM

## Palmarés
- Copa del Pacífico (1): 2013